# 裏宿七兵衛
裏宿 七兵衛（うらじゅく しちべえ、生年不詳 - 元文4年11月25日（1739年12月25日））は、江戸時代中期（宝永頃？～元文年間）の青梅裏宿出身の義賊。本業は農民。
まれにみる俊足で、遠方の悪徳商人宅などに盗みに出向き、一夜のうちに甲斐、秩父、相模を引き返しては、盗んだ金品を貧者の軒先に恵み、素知らぬ顔で日中は畑仕事をしたとの伝承がある。
元文4年に盗賊一味の頭として捕らわれて打ち首、獄門の刑に処された。暴風雨により近隣に位置する宗建寺に首が流れ着き、不憫に思った住職が手厚く葬ったと伝わる。
長らく伝説上の人物とされていたが、1951年に発見された古文書「谷合氏見聞録」（1698年〜1744年）にその名があり、実在が確認された。
中里介山の長編小説『大菩薩峠』に描かれたことで、広く知られるようになった。

## エピソード
胸にあてた笠が落ちないほどのスピードであったと伝わる。
墓が現存する宗建寺には北の湖や瀬古利彦、石毛宏典など、足を負傷した力士・スポーツ選手が墓参することも多い。
七兵衛が所有していた屋敷や畑はその後の所有者が不吉な目に会うことが相次いだ。1916年には畑跡が西多摩郡に寄贈され役所が建設されたが、建築中に事故が相次ぎ、その後も周辺で忌まわしい出来事が続いたことから、1932年に敷地内に七兵衛地蔵堂が建立された。この地蔵尊は健脚のご利益があり、青梅マラソンの参加者が祈願に訪れることもある。その後、1947年に都立青梅図書館が建てられ、1987年に青梅市立中央図書館に改装後、2008年からは青梅市民センターとして活用されている。屋敷跡は1949年の都営バス荻窪～青梅間開通の際にはバスの車庫として活用することが計画されたが、祟りを恐れた周囲の反対により中止された。1960年に敷地内に供養塔と石碑が建てられ、その後は七兵衛公園として整備された。
青梅街道沿いの市道に七兵衛街道の名がつけられた。

## 裏宿七兵衛が描かれた作品
書籍
- 『大菩薩峠』中里介山
- 『はらぺこ伊助と大どろぼう』作：小川秋子、絵：中川大輔、1990年

映画
- 『大菩薩峠 第一篇 甲源一刀流の巻』『大菩薩峠 鈴鹿山の巻・壬生島原の巻』（1935年・1936年）裏宿の七兵衛役：鬼頭善一郎
- 『大菩薩峠』（1960年）裏宿の七兵衛役：見明凡太朗
- 『大菩薩峠』（1966年）裏宿の七兵衛役：西村晃